# 21世紀のブレイクダウン
21世紀のブレイクダウン(21st Century Breakdown)は、アメリカのパンク・ロックバンド、グリーン・デイのアルバム。
グリーン・デイにとっては、通算で8枚目のアルバム作品。
2009年5月15日に全世界（一部を除く）で同時発売され、アメリカのビルボード200チャートで1位にランクした。
アルバムからはノウ・ユア・エナミー、21ガンズ、イースト・ジーザス・ノーウェア、21世紀のブレイクダウン、ラスト・オブ・ジ・アメリカン・ガールズの5曲がシングルカットされている。

## 概要
前作7thアルバム『アメリカン・イディオット』に続くコンセプト・アルバム。"グロリア"と"クリスチャン"の2人の若者が主人公の3部構成のストーリーで、第1幕「ヒーローとペテン師」、第2幕「いかさま師と聖人」、第3幕「馬蹄と手榴弾」から成っている。「経済危機」や「環境問題」など「21世紀最初の大きな危機」がテーマである。
本作にも、前作アメリカン・イディオット同様に組曲が収録されているが、今回は2部構成のアメリカン・ユーロジーの1曲のみとなっている。そのうち"Modern World"はマイク・ダーントがリード・ボーカルをとっている。なお、トレ・クールは本作にボーカルとしては参加していない。
第52回グラミー賞のロック部門にて、本作で「最優秀ロック・アルバム賞」を受賞した。

## 収録曲
作詞はビリー・ジョー・アームストロング、作曲はグリーン・デイ。
1. ソング・オブ・ザ・センチュリー - "Song of the Century" - 0:57

第1幕： ヒーローとペテン師 - Heroes and Cons
1. 21世紀のブレイクダウン - "21st Century Breakdown" - 5:09
2. ノウ・ユア・エナミー - "Know Your Enemy" - 3:11
3. ¡ヴィヴァ・ラ・グロリア! - "¡Viva la Gloria!" - 3:31
4. ビフォア・ザ・ロボトミー - "Before the Lobotomy" - 4:37
5. クリスチャンズ・インフェルノ - "Christian's Inferno" - 3:07
6. ラスト・ナイト・オン・アース - "Last Night on Earth" - 3:57

第2幕： いかさま師と聖人 - Charlatans and Saints
1. イースト・ジーザス・ノーウェア - "East Jesus Nowhere" - 4:35
2. ピースメーカー - "Peacemaker" - 3:24
3. ラスト・オブ・ジ・アメリカン・ガールズ - "Last of the American Girls" - 3:51
4. マーダー・シティ - "Murder City" - 2:54
5. ¿ヴィヴァ・ラ・グロリア? （リトル・ガール） - "¿Viva la Gloria? (Little Girl)" - 3:48
6. レストレス・ハート・シンドローム - "Restless Heart Syndrome" - 4:21

第3幕： 馬蹄と手榴弾 - Horseshoes and Handgrenades
1. ホースシューズ・アンド・ハンドグレネイズ - "Horseshoes and Handgrenades" - 3:14
2. ザ・スタティック・エイジ - "The Static Age" - 4:17
3. 21ガンズ - "21 Guns" - 5:21
4. アメリカン・ユーロジー - "American Eulogy" - 4:26
A. マス・ヒステリア - "Mass Hysteria"
B. モダン・ワールド - "Modern World" （ベーシストのマイク・ダーントがボーカルをとっている。）
5. シー・ザ・ライト - "See the Light" - 4:36
6. ライツ・アウト - "Lights Out" - 2:16 ※日本盤ボーナス・トラック

## クレジット
- ビリー・ジョー・アームストロング - ボーカル、ギター 、ピアノ
- マイク・ダーント - ベース、ボーカル、コーラス
- トレ・クール - ドラムス、パーカッション
- ジェイソン・フリース - ピアノ
- ブッチ・ヴィグ、グリーン・デイ - プロデューサー
- クリス・ロード・アルジェ - ミキシング

## その他
- 本作は販売方法などにより様々なエディションが用意され、それぞれにボーナス・トラックなどがついた。
- 2010年1月には来日記念盤としてCDとDVD2枚組仕様の「最強版」が発売された。CDは日本盤仕様となっている。今回新たに付属されたDVDには、英国の有名な音楽番組「Live From Abbey Road」で放送された5曲のスタジオライブ映像と、「ノウ・ユア・エナミー」「21ガンズ」「21世紀のブレイクダウン」のビデオ・クリップが収録されている。